# Nawaf Shukralla
Nawaf Abdulla Ghayyat Shukralla (Manama, 13 de outubro de 1976) é um árbitro de futebol do Barém. Integra o quadro da FIFA desde 2008.
Além de árbitro, Shukralla é procurador de justiça. Mediou a partida de volta da final da Liga dos Campeões da AFC de 2013.
Selecionado para atuar na Copa do Mundo FIFA de 2014, mediou a partida Austrália 0-3 Espanha pelo Grupo B.